# Păpușă

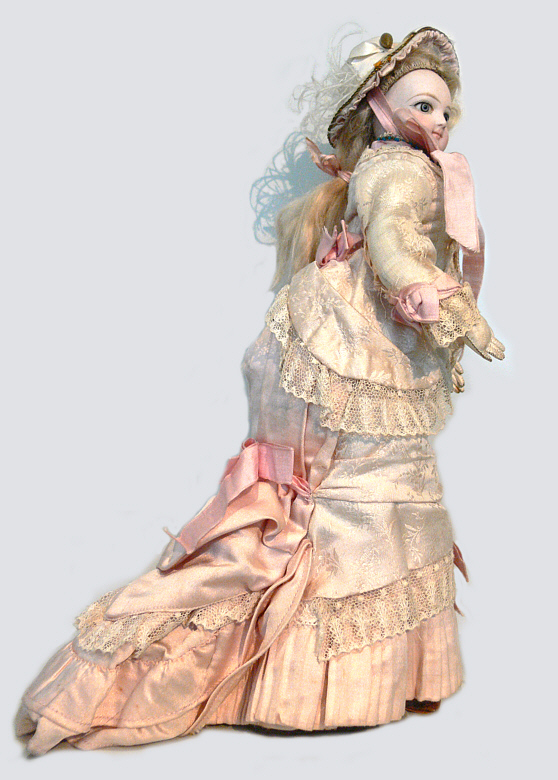
O păpușă din anii 1870

O păpușă este un obiect care reprezintă un bebeluș sau o ființă umană. Păpușile au existat de la începutul omenirii, și au fost confecționate dintr-o gamă largă de materiale, începând de la piatră, clei, lemn, oase, țesături și hârtie, la porțelan, pluș și plastic.
Păpușile sunt jucării pentru copii, având atracție îndeosebi pentru fetițe dar ele sunt colecționate și de unii adulți, pentru valoare nostalgică, frumusețe, importanță istorică sau valoare financiară.
În timpurile străvechi, păpușile erau folosite pentru reprezentări religioase și ritualuri. În școlile de anatomie păpușile sunt folosite pentru practică. Pictorii folosesc uneori manechine de lemn pentru imitarea figurii umane. Jucăriile ( figurine ) reprezintă supereroi, și sunt populare printre băieți.

## Apariția păpușilor
Primele păpuși datează înca din timpul Greciei, Romei și Egiptului Antice și pe atunci acestea erau realizate din lemn sau din ceară. Inițial, ele erau confecționate și oferite zeilor ca ofrandă, iar mai apoi au devenit jucării destinate copiilor.
Actualmente, în Europa numele păpușii vine din cuvântul franțuzesc „poupée”, iar cea mai veche păpusă descoperită datează din secolul al XIV-lea (anii 1500), confecționată la Nürnberg în Germania. Obiectul a fost găsit intr-un castel nemțesc in anul 1966 și avea 20 de centimetri lungime, fiind îmbracată în hainele perioadei respective. Păpușa era sculptată în lemn și colorată cu vopsea, îmbrăcămintea era formată dintr-o rochie lungă, strânsă în talie, iar la gât se încheia cu o broderie de aur. Casca de pe cap avea un fel de bumbi rotunzi și acoperea și urechile, ținuta amintind de moda acelor vremuri, dovedită și de personajele zugrăvite în tablourile pictorilor germani.